# Джемона-дель-Фриули
Джемона-дель-Фриули (итал. Gemona del Friuli) — коммуна в Италии, располагается в регионе Фриули-Венеция-Джулия, в провинции Удине.
Население составляет 11 175 человек (2008 г.), плотность населения составляет 197 чел./км². Занимает площадь 56 км². Почтовый индекс — 33013. Телефонный код — 0432.
Покровителем населённого пункта считается святой Антоний Падуанский, празднование 13 июня.

## Демография
Динамика населения:

## Города-побратимы
- Фельден-ам-Вёртер-Зе, Австрия
- Лакирхен, Австрия
- Фолиньо, Италия

## Известные уроженцы
- Д'Аронко, Раймондо (1857-1932) —  итальянский архитектор.

## Галерея

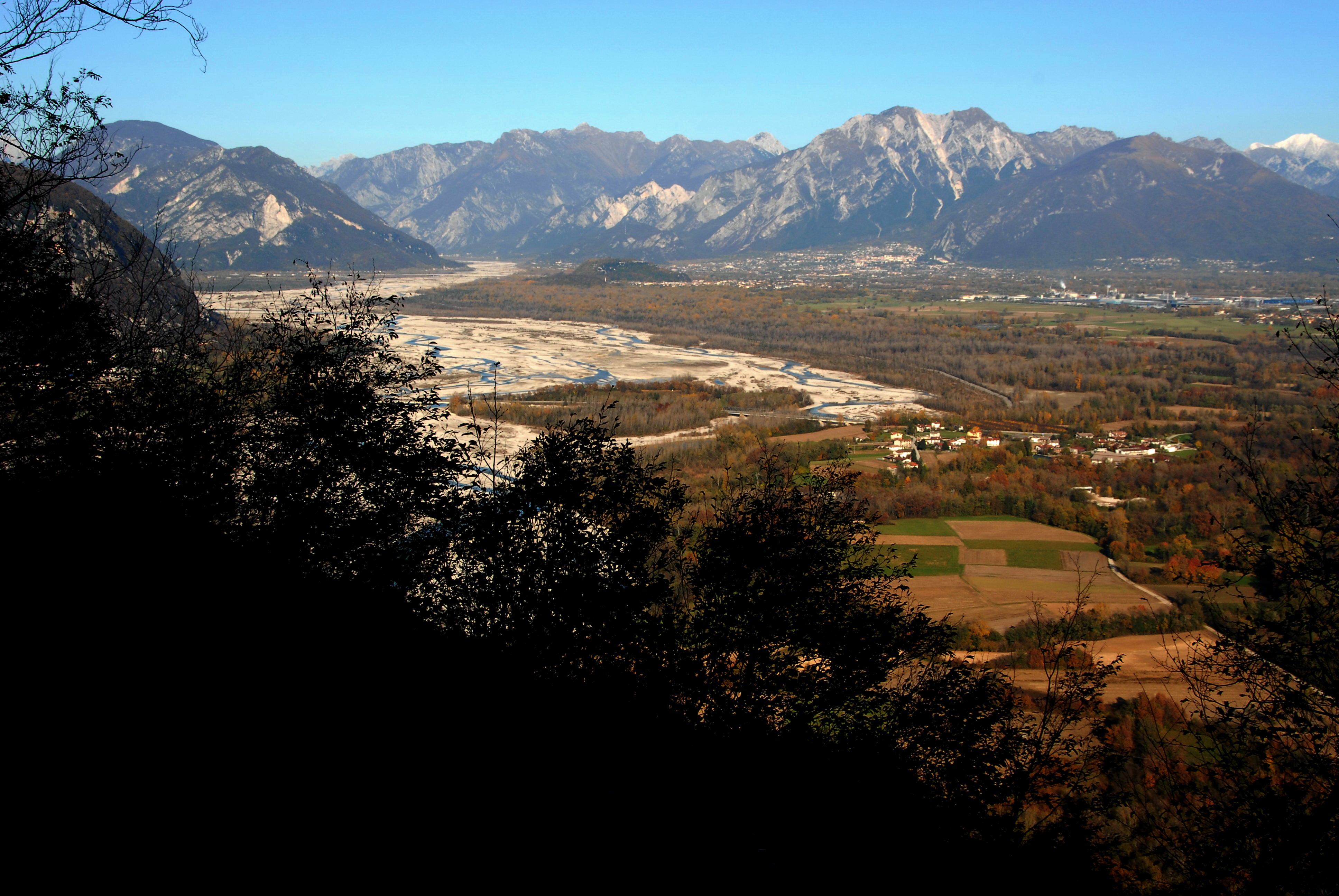
Il Tagliamento con sullo sfondo Gemona
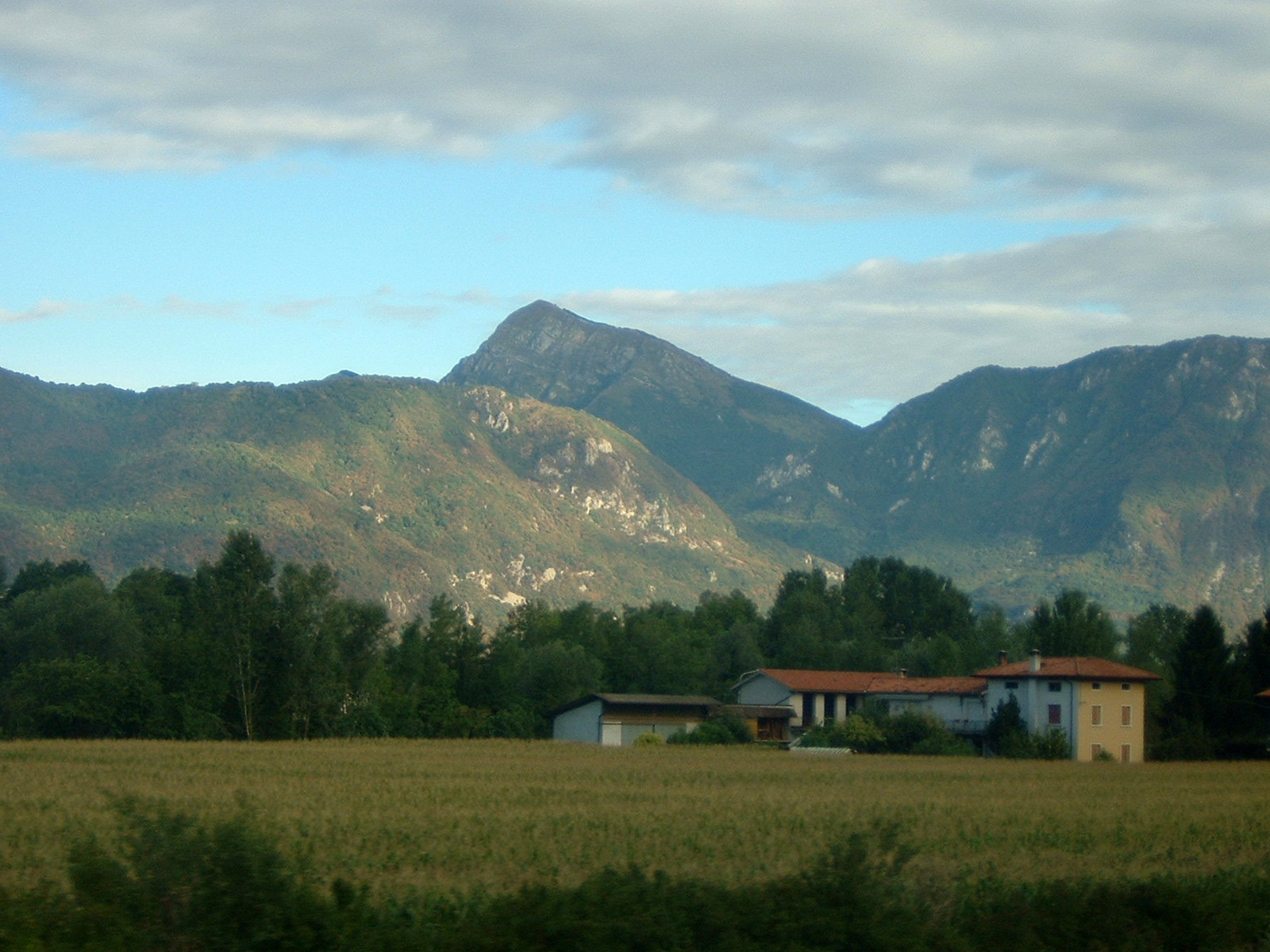
Карнийские Альпы у долины Джемона
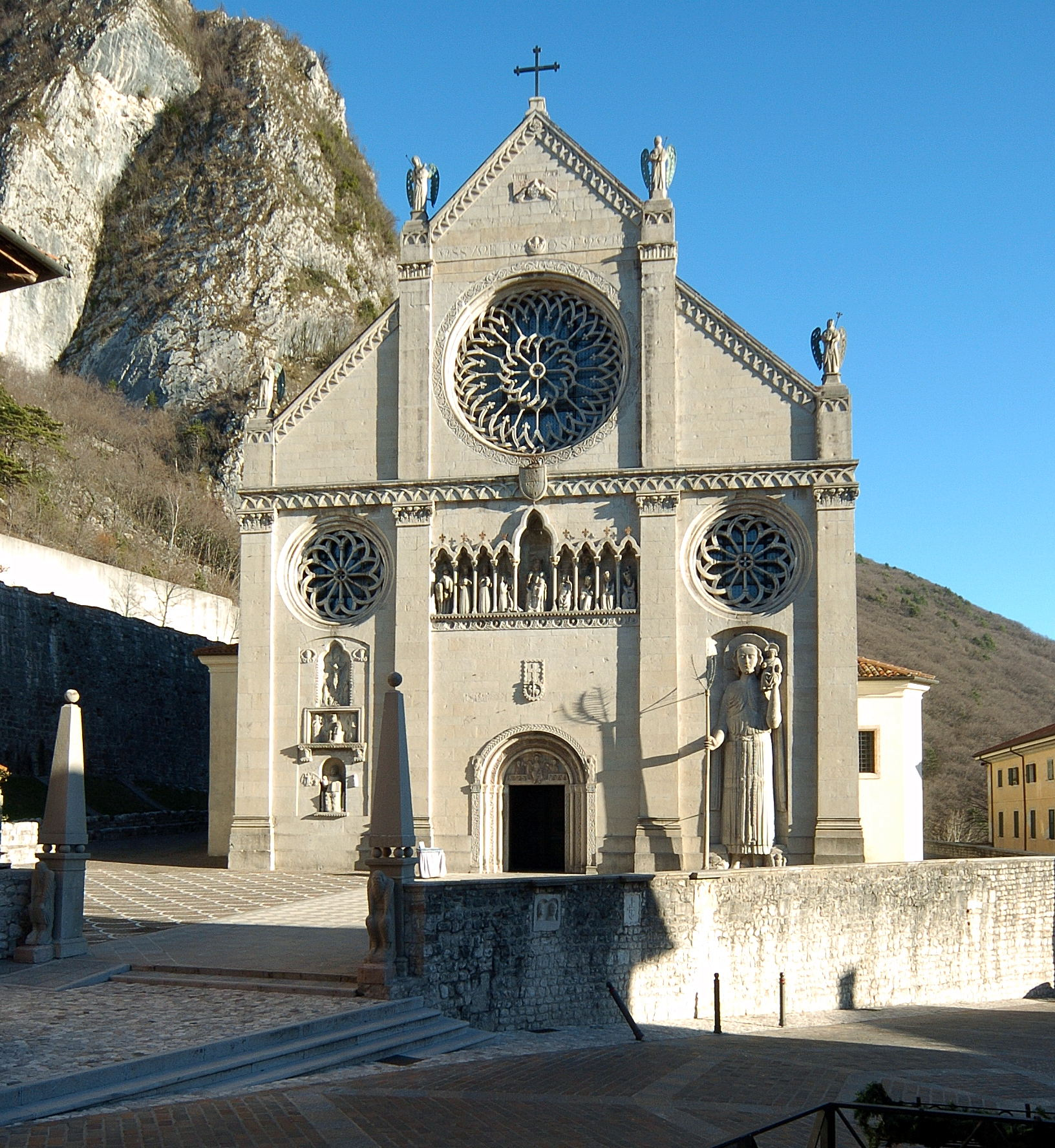
Успенский собор
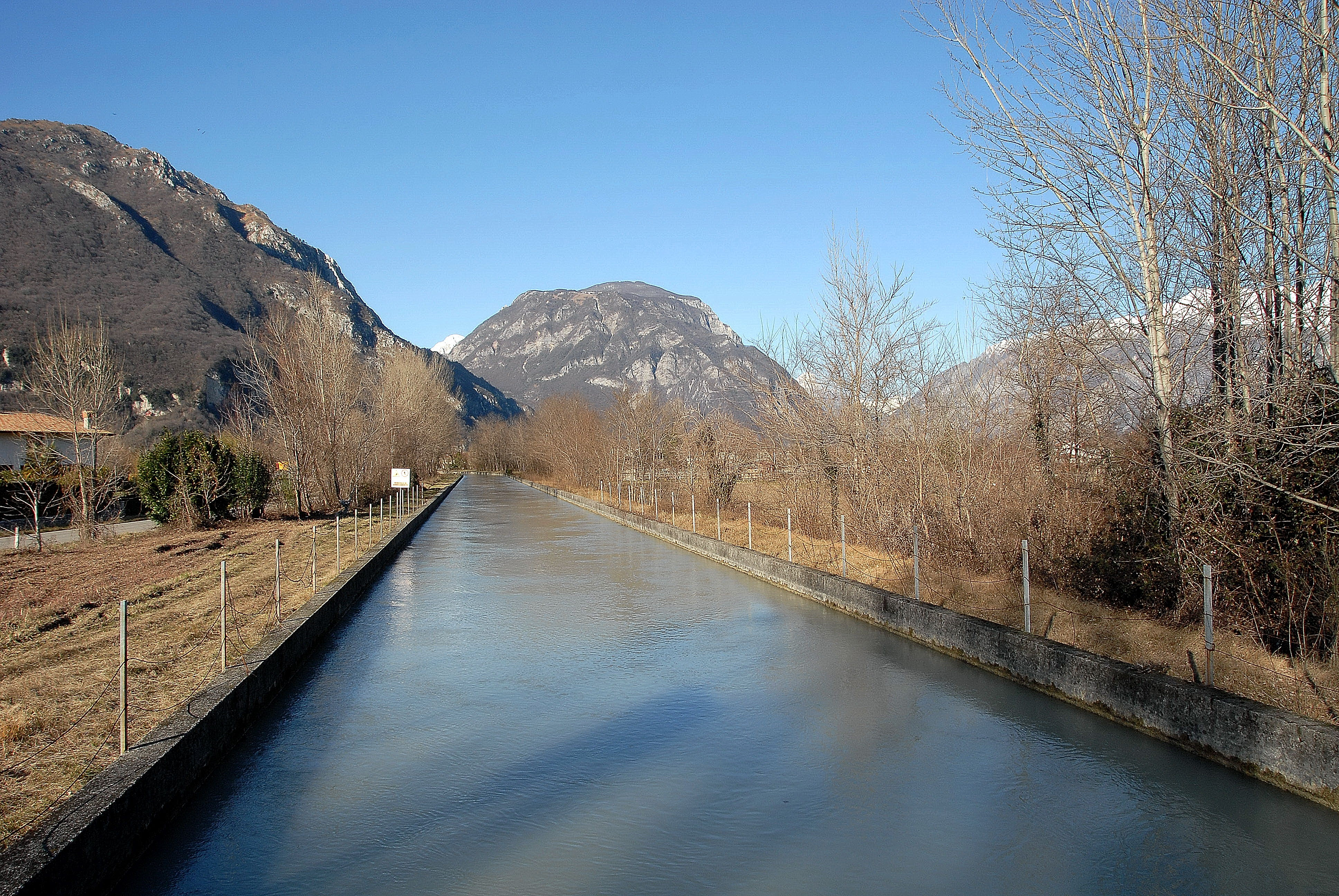
Canale Ledra vicino a Osoppo
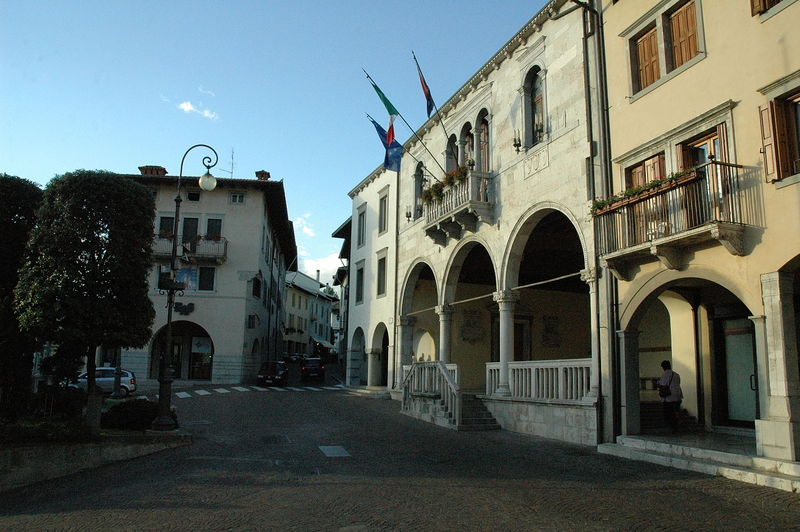
Муниципалитет

## Администрация коммуны
- Официальный сайт: http://www.gemonaweb.it/